# Biczyce Dolne
Biczyce Dolne is een plaats in het Poolse district Nowosądecki, woiwodschap Klein-Polen. De plaats maakt deel uit van de gemeente Chełmiec en telt 765 inwoners.